# Іхламуркую (станція метро)
41°01′11″ пн. ш. 29°07′50″ сх. д. / 41.019780926409° пн. ш. 29.130595633604° сх. д.
Іхламуркую (тур. Ihlamurkuyu) — станція лінії М5 Стамбульського метро в Умраніє
. 
Відкрита 21 жовтня 2018 року разом з іншими станціями у черзі Яманевлер — Чекмекьой.

Розташована під проспектом Алемдаг у кварталі Іхламуркую, Умраніє.
Пересадки
- автобуси[3]:8K, 9, 9Ç, 9Ş, 9Ü, 9ÜD, 11ÇB, 11G, 11H, 11P, 11V, 13TD, 14, 14B, 15SD, 19D, 20Ü, 14YE, 11ÇB, 122C, 131, 131A, 131B, 131C, 131H, 131TD, 131Ü, 139T, 320, 522, 522B, E-3

Конструкція — станція закритого типу мілкого закладення, має острівну платформу та дві колії.